# Victor Segoffin
Victor Joseph Jean Ambroise Segoffin fue un escultor francés nacido en Toulouse en 1867 y fallecido en París en 1925.

## Biografía
Ganador del Gran Premio de Roma de escultura. Permaneció en la Villa Médici del 28 de diciembre de 1897 al 31 de diciembre de 1901

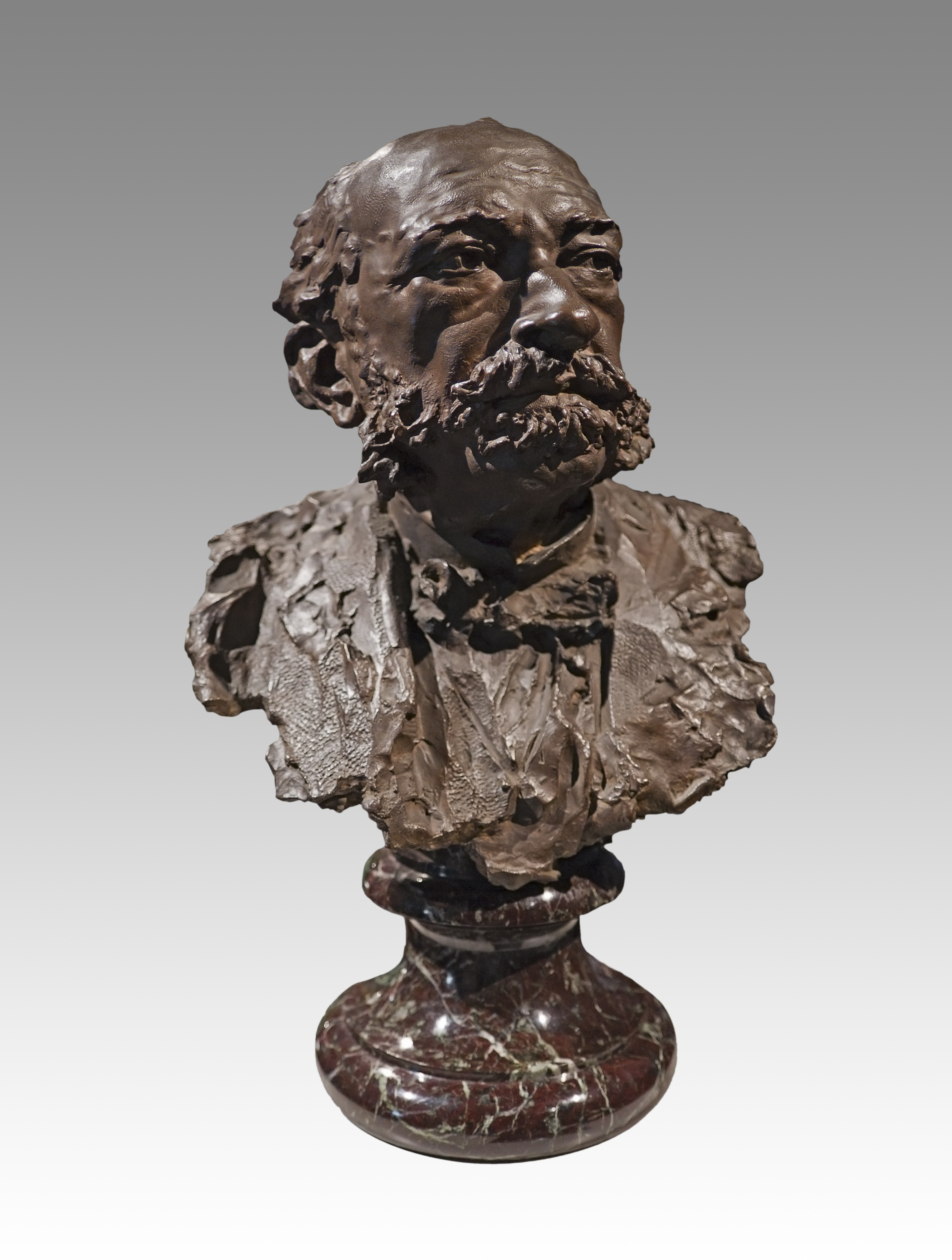
busto de Emile Cartailhac, 1914, Museo de Toulouse

## Obras
- La danza guerrera, 1903-1905, mármol, París, Museo de Orsay
- Máscara de la Danza sagrada, 1905, bronce, París, Museo de Orsay (encargada para el Palacio del Elíseo tiene como escudo la Máscara de la danza profana)
- José María de Heredia ,, miembro de la Academia Francesa, bronce, París, Jardín de Luxemburgo
- Thérèse Combarieu, mármol, Toulouse, Museo de los Agustinos
- Denise Combarieu, bronce, Toulouse, Museo de los Agustinos

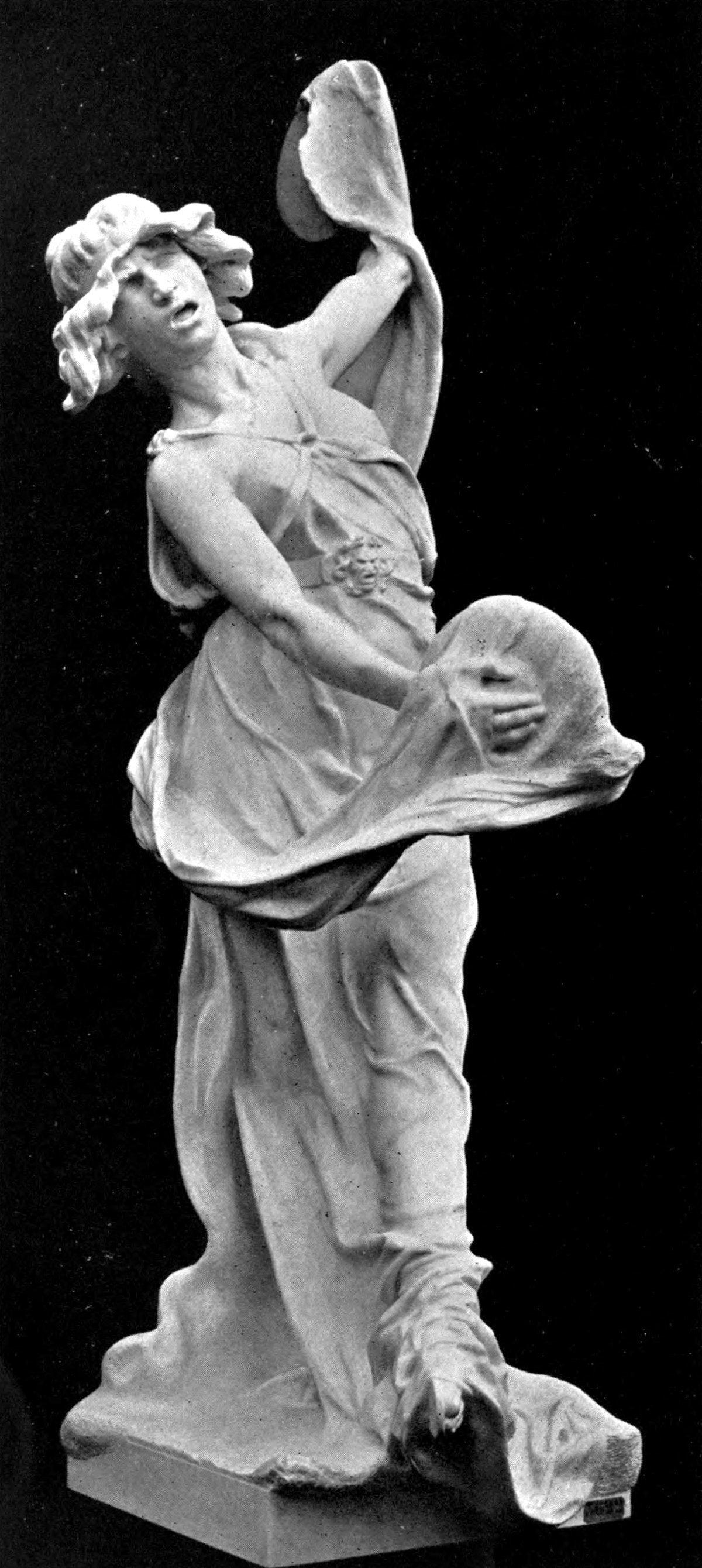
La danza sagrada
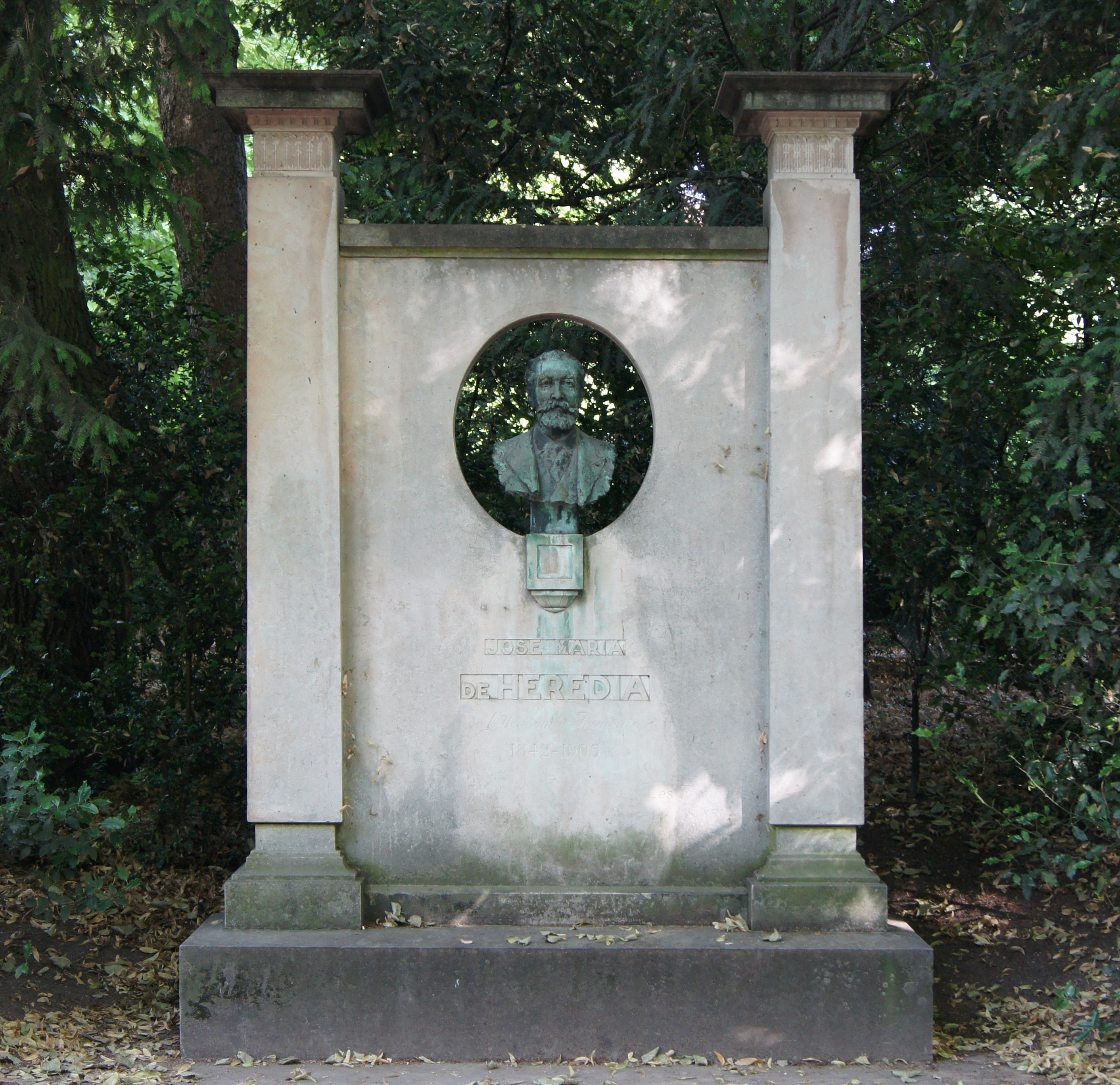
José María de Heredia en el jardín del Luxemburgo
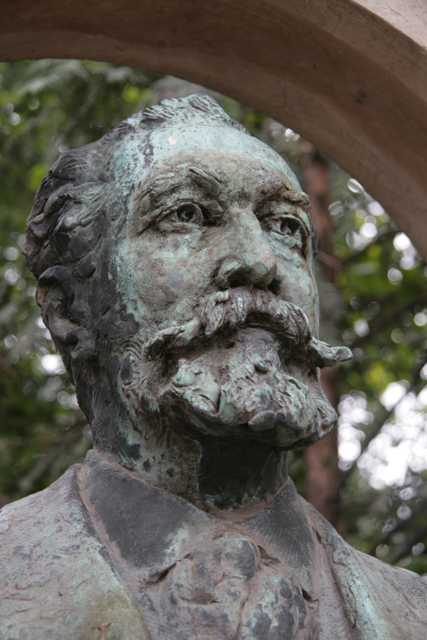
José María de Heredia

(pinchar sobre la imagen para agrandar) 